# Laitakarinletto
Laitakarinletto är klippor i Finland.   De ligger i landskapet Norra Österbotten, i den centrala delen av landet, 600 km norr om huvudstaden Helsingfors.
Terrängen runt Laitakarinletto är mycket platt. Havet är nära Laitakarinletto åt nordväst.  Närmaste större samhälle är Ijo, 10,8 km sydost om Laitakarinletto. 